# Maja e Jezercës
Maja e Jezercës (serb.: Језерски врх, Jezerski vrh) – najwyższy szczyt Gór Dynarskich. Leży w północnej Albanii, w okręgu Malësi e Madhe, blisko granicy z Czarnogórą. Należy do pasma Gór Północnoalbańskich. Jest piątym co do wysokości szczytem Albanii. Leży częściowo na terenie Parku Narodowego Thethit.
Pierwszego wejścia dokonali trzej brytyjscy wspinacze Sleeman, Elmalie i Ellwood 26 lipca 1929 r.